# Ribeirão São Pedro (vattendrag i Brasilien, Santa Catarina)
Ribeirão São Pedro är ett vattendrag i Brasilien.   Det ligger i delstaten Santa Catarina, i den södra delen av landet, 1 300 km söder om huvudstaden Brasília.
I omgivningarna runt Ribeirão São Pedro växer i huvudsak städsegrön lövskog. Runt Ribeirão São Pedro är det glesbefolkat, med 20 invånare per kvadratkilometer.